# 死ぬ瞬間
『死ぬ瞬間』（しぬしゅんかん、On Death and Dying）は医師のエリザベス・キューブラー＝ロスの著書。1969年に発表され大きな話題となった。
日本語版は各読売新聞社で、1971年に川口正吉訳が、1998年に新訳（鈴木晶訳、中公文庫で新版）が刊行された。

## 概要
巻頭に「わたしの父 および セップリー・ブッチャー の思い出に捧ぐ」と記されている。
1965年、キューブラー＝ロスはシカゴのビリングス病院で「死とその過程」に関するワークショップを開始する。その中で死病の末期患者約200人との面談内容を録音し、死にゆく人々の心理を分析し、文面に顕したものである。地名、人名、その他プライバシーは伏せられているが、おおよそインタビューの内容は要約・編集されず、冗長であってもそのままにナマに記された。インタビューに際して、患者に対しキューブラー＝ロスはまず許しを求め、このように切り出す。
「わたしたちは特別のお願いでここに来ました。N牧師とわたしは重病で死にかかっている患者について、もっと知りたいと考えているのです」
婉曲な表現は使わず、「死にかかっている」という直截な言葉を使用した。
キューブラー＝ロスは死の意味をここであえて哲学的に探ろうとはしない。本書の意図ではないからであるが、一方「死ぬ人が”平和と威厳”をもって死ぬ権利がある」と主張する。この死に臨んだ静かな境地をキューブラー＝ロスは「デカセクシス（Decathexis）」と呼んだ。自分自身を周囲の世界とのかかわりから引き離すというような意味である。これは日本語の”解脱、涅槃の境地”、”無我の境地”などに該当する。このときに患者は頻繁に短い間隔で新生児のようにウトウトとまどろむ必要があると説く。この時期は、短くて数時間、通常数日、長ければ数週間続くことがあるという。その後、臨終が来る。仏教では相当な修行を積み到達する涅槃も、キューブラー＝ロスは凡人でも周囲の人々の愛と協力があればデカセクシスに容易に到達できるとする。また、愛と協力の本質はコミュニケーションであるとした。
本書を執筆した段階では、著者はまだ「死後の生」を語ってはいなかったが、後にキューブラー＝ロスは死後の生や輪廻転生について積極的に語るようになる。このため、一部でオカルトだとする批判を受けることとなる。

## 死の受容のプロセス

悲しみの推移

キューブラー＝ロスは200人の死にゆく患者との対話の中で以下の5つの死の受容のプロセスがあることを発見した。ただし、すべての患者が同様の経過をたどるわけではないとしている。

### 第1段階 「否認」
患者は大きな衝撃を受け、自分が死ぬということはないはずだと否認する段階。「仮にそうだとしても、特効薬が発明されて自分は助かるのではないか」といった部分的否認の形をとる場合もある。

### 第2段階 「怒り」
なぜ自分がこんな目に遭うのか、死ななければならないのかという怒りを周囲に向ける段階。

### 第3段階 「取引」
延命への取引である。「悪いところはすべて改めるので何とか命だけは助けてほしい」あるいは「もう数ヶ月生かしてくれればどんなことでもする」などと死なずにすむように取引を試みる。神（絶対的なもの）にすがろうとする状態。

### 第4段階 「抑うつ」
取引が無駄と認識し、運命に対し無力さを感じ、失望し、ひどい抑うつに襲われなにもできなくなる段階。すべてに絶望を感じ、間歇的に「部分的悲嘆」のプロセスへと移行する。

### 第5段階 「受容」
部分的悲嘆のプロセスと並行し、死を受容する最終段階へ入っていく。最終的に自分が死に行くことを受け入れるが、同時に一縷の希望も捨てきれない場合もある。受容段階の後半には、突然すべてを悟った解脱の境地が現れる。希望ともきっぱりと別れを告げ、安らかに死を受け入れる。

## 参考サイト
- 死ぬ瞬間（文庫）（2011年12月10日時点のアーカイブ）